# Championnat de Belgique de football 1996-1997
Navigation
Saison précédente Saison suivante
Le championnat de Belgique de football 1996-1997 est la 94e saison du championnat de première division belge. Le championnat oppose 18 équipes en matches aller-retour.
En début de championnat, le tenant du titre, le Club Bruges KV, semble bien parti pour réaliser un doublé. En effet, ses deux concurrents à la mi-championnat sont le Lierse et les néo-promus de l'Excelsior Mouscron, deux équipes que les observateurs n'imaginent pas pouvoir rivaliser avec les brugeois jusqu'au terme de la saison. L'Excelsior lâche prise à partir du mois de mars et terminera finalement troisième, la meilleure performance d'une équipe néo-promue depuis la Seconde Guerre mondiale. La lutte pour le titre reste serrée jusqu'à la dernière journée du championnat. Le Lierse possède alors deux points d'avance sur le Club de Bruges et s'impose en déplacement au Standard de Liège, remportant ainsi son premier titre de champion de Belgique depuis 1960.
En bas de tableau, le Cercle de Bruges est à la peine et ne remporte sa première victoire que fin novembre, à l'occasion de la 17e journée de championnat. Bien trop tard pour les « Groenzwart » qui finiront bons derniers. Ils sont accompagnés en deuxième division par le KV Malines, encore champion de Belgique en 1989, qui subit les conséquences du retrait de son président-mécène John Cordier en 1993.

## Clubs participants
Dix-huit clubs prennent part à ce championnat, soit autant que lors de l'édition précédente. Ceux dont le matricule est indiqué en gras existent toujours aujourd'hui.
| #  | Nom                                           | Mat. | Ville                | Stades                      | Entraîneur        | En D1 depuis (série) | Total en D1 | Saison précédente |
| -- | --------------------------------------------- | ---- | -------------------- | --------------------------- | ----------------- | -------------------- | ----------- | ----------------- |
| 1  | Koninklijke Sportclub Eendracht Aalst         | 90   | Alost                | Pierre Cornelisstadion      | Jan Ceulemans     | 1994-1995 (3e)       | 11e         | 12e               |
| 2  | Royal Sporting Club Anderlecht                | 35   | Anderlecht           | Stade Constant Vanden Stock | Johan Boskamp     | 1935-1936 (60e)      | 66e         | 2e                |
| 3  | Royal Antwerp Football Club                   | 1    | Deurne               | Bosuilstadion               | Georg Kessler     | 1970-1971 (27e)      | 91e         | 13e               |
| 4  | Koninklijke Cercle Brugge Sportvereniging     | 12   | Bruges               | Olympiastadion              | Jerko Tipurić     | 1979-1980 (18e)      | 69e         | 8e                |
| 5  | Club Brugge Koninklijke Voetbalvereniging     | 3    | Bruges               | Olympiastadion              | Hugo Broos        | 1959-1960 (38e)      | 75e         | 1er               |
| 6  | Royal Charleroi Sporting Club                 | 22   | Charleroi            | Stade du Mambourg           | Luka Peruzović    | 1985-1986 (12e)      | 33e         | 7e                |
| 7  | Koninklijke Football Club Germinal Ekeren     | 3530 | Ekeren               | Veltwijckpark               | Stani Gzil        | 1989-1990 (8e)       | 8e          | 3e                |
| 8  | Koninklijke Racing Club Genk                  | 322  | Genk                 | Thyl Gheyselinckstadion     | Aimé Anthuenis    | 1996-1997 (1re)      | 15e         | Division 2 : 2e   |
| 9  | Koninklijke Atletieke Associatie Gent         | 7    | Gand                 | Jules Ottenstadion          | Lei Clijsters     | 1989-1990 (8e)       | 58e         | 14e               |
| 10 | Koninklijke Racing Club Harelbeke             | 1615 | Harelbeke            | Forestierstadion            | Henk Houwaart     | 1995-1996 (2e)       | 2e          | 11e               |
| 11 | Royal Standard de Liège                       | 16   | Sclessin             | Stade de Sclessin           | Jos Daerden       | 1921-1922 (73e)      | 78e         | 6e                |
| 12 | Koninklijke Lierse Sportkring                 | 30   | Lierre               | Herman Vanderpoortenstadion | Eric Gerets       | 1988-1989 (9e)       | 60e         | 5e                |
| 13 | Koninklijke Sporting Club Lokeren             | 282  | Lokeren              | Daknamstadion               | Fi Van Hoof       | 1996-1997 (1re)      | 20e         | Division 2 : 1er  |
| 14 | Koninklijke Football Club Lommelse Sportkring | 1986 | Lommel               | Stedelijk Sportstadion      | Walter Meeuws     | 1992-1993 (5e)       | 5e          | 9e                |
| 15 | Koninklijke Voetbalclub Mechelen              | 25   | Malines              | Achter de Kazerne           | Willy Reynders    | 1983-1984 (14e)      | 54e         | 10e               |
| 16 | Racing White Daring de Molenbeek              | 47   | Molenbeek-Saint-Jean | Stade Edmond Machtens       | René Vandereycken | 1990-1991 (7e)       | 41e         | 4e                |
| 17 | Royal Excelsior Mouscron                      | 224  | Mouscron             | Le Canonnier                | Georges Leekens   | 1996-1997 (1re)      | 1re         | Division 2 : 3e   |
| 18 | Koninklijke Sint-Truidense Voetbalverening    | 373  | Saint-Trond          | Stayenveld                  | Freddy Smets      | 1994-1995 (3e)       | 24e         | 15e               |

### Localisation des clubs
| Antwerp FC Ekeren Lierse SK KV Mechelen AA Gent KSC Lokeren E. Aalst FC Bruges CS Bruges KRC Harelbeke RSC Anderlecht RWD Molenbeek Lommel Sint-Truidense VV KRC Genk Sporting Charleroi Mouscron Standard de Liège |

## Résultats et classements

### Résultats des rencontres
Avec dix-huit clubs engagés, 306 matches sont au programme de la saison.
| Résultats (▼dom., ►ext.)                                   | AAL | AND | ANT | CSB | FCB | CHA | EKE | RCG | AAG | HAR | LIE | LOK | LOM | KVM | RWD | EXC | STT | STA |
| K. SC Eendracht Aalst                                      |     | 0-0 | 1-2 | 4-2 | 1-1 | 2-2 | 5-0 | 1-3 | 1-0 | 1-1 | 1-2 | 2-0 | 1-1 | 3-1 | 1-1 | 0-0 | 3-3 | 1-2 |
| R. SC Anderlecht                                           | 3-0 |     | 2-3 | 4-0 | 0-1 | 6-0 | 4-1 | 3-1 | 2-1 | 3-2 | 0-0 | 2-2 | 6-0 | 0-0 | 0-1 | 1-1 | 3-1 | 2-1 |
| R. Antwerp FC                                              | 1-0 | 0-2 |     | 0-0 | 2-1 | 3-1 | 2-0 | 4-0 | 3-1 | 0-0 | 0-1 | 4-1 | 1-4 | 3-2 | 3-2 | 1-2 | 1-2 | 3-0 |
| K. Cercle Brugge SV                                        | 1-2 | 0-3 | 0-1 |     | 0-2 | 1-0 | 2-3 | 0-4 | 1-0 | 1-2 | 0-2 | 2-6 | 3-1 | 1-2 | 1-1 | 2-2 | 1-1 | 2-4 |
| Club Brugge KV                                             | 3-0 | 2-1 | 4-2 | 3-0 |     | 2-1 | 2-0 | 2-1 | 1-0 | 1-0 | 2-4 | 8-2 | 3-2 | 2-0 | 1-0 | 3-0 | 6-1 | 3-0 |
| R. Charleroi SC                                            | 2-3 | 0-0 | 3-0 | 1-3 | 3-0 |     | 4-1 | 1-0 | 1-0 | 0-1 | 1-1 | 3-1 | 1-3 | 1-0 | 1-1 | 2-1 | 1-1 | 1-2 |
| K. FC Germinal Ekeren                                      | 6-1 | 4-1 | 6-3 | 2-2 | 0-0 | 1-0 |     | 0-1 | 1-2 | 1-3 | 1-1 | 1-0 | 4-1 | 2-2 | 0-0 | 1-1 | 3-1 | 4-0 |
| K. RC Genk                                                 | 1-1 | 3-2 | 3-0 | 2-0 | 1-1 | 1-4 | 3-1 |     | 4-2 | 4-1 | 1-1 | 0-1 | 0-1 | 0-1 | 3-1 | 0-0 | 1-1 | 3-1 |
| K. AA Gent                                                 | 3-2 | 1-2 | 0-0 | 2-1 | 1-3 | 3-1 | 2-0 | 0-1 |     | 1-4 | 4-5 | 1-2 | 2-1 | 2-2 | 2-0 | 2-4 | 1-1 | 2-1 |
| K. RC Harelbeke                                            | 0-0 | 0-0 | 2-1 | 3-1 | 2-0 | 0-0 | 2-3 | 2-1 | 1-1 |     | 3-1 | 5-1 | 0-2 | 3-3 | 3-0 | 2-2 | 1-1 | 2-3 |
| K. Lierse SK                                               | 0-1 | 5-1 | 1-0 | 4-2 | 2-2 | 4-0 | 0-0 | 5-2 | 2-1 | 1-0 |     | 3-0 | 3-2 | 4-2 | 2-1 | 1-0 | 2-1 | 2-1 |
| K. SC Lokeren                                              | 2-2 | 0-1 | 0-2 | 1-3 | 1-1 | 4-2 | 0-1 | 1-0 | 1-0 | 0-0 | 0-1 |     | 3-3 | 4-0 | 0-0 | 0-2 | 1-1 | 0-1 |
| K. FC Lommelse SK                                          | 2-2 | 1-1 | 1-0 | 1-1 | 2-0 | 2-1 | 3-2 | 0-0 | 2-2 | 1-0 | 1-1 | 1-0 |     | 1-0 | 2-0 | 0-2 | 2-1 | 1-0 |
| KV Mechelen                                                | 1-0 | 0-2 | 0-0 | 0-0 | 0-2 | 1-1 | 3-0 | 0-0 | 1-1 | 2-1 | 2-2 | 0-1 | 0-1 |     | 0-2 | 0-2 | 0-2 | 3-0 |
| RWD Molenbeek                                              | 2-0 | 0-0 | 1-2 | 2-0 | 1-3 | 1-3 | 0-1 | 2-2 | 1-2 | 2-2 | 0-0 | 0-1 | 0-0 | 3-1 |     | 2-0 | 2-1 | 1-1 |
| R. Excelsior Mouscron                                      | 3-2 | 1-1 | 2-2 | 1-1 | 1-0 | 3-1 | 1-4 | 2-0 | 3-0 | 1-0 | 2-2 | 2-1 | 3-0 | 4-0 | 2-0 |     | 5-0 | 2-1 |
| K. Sint-Truidense VV                                       | 1-0 | 4-0 | 0-2 | 0-0 | 2-1 | 2-0 | 3-1 | 1-1 | 1-2 | 1-2 | 4-2 | 0-1 | 2-4 | 2-3 | 0-2 | 2-0 |     | 2-0 |
| R. Standard de Liège                                       | 3-0 | 0-1 | 4-0 | 1-2 | 1-3 | 4-1 | 2-1 | 0-2 | 2-0 | 2-0 | 0-3 | 3-3 | 3-1 | 3-1 | 3-0 | 4-3 | 2-0 |     |
| - Victoire à domicile - Match nul - Victoire à l'extérieur |     |     |     |     |     |     |     |     |     |     |     |     |     |     |     |     |     |     |

### Classement final
| Rang | Équipe                  | Pts | J  | G  | N  | P  | Bp | Bc | Diff |
| ---- | ----------------------- | --- | -- | -- | -- | -- | -- | -- | ---- |
| 1    | K. LIERSE SK            | 73  | 34 | 21 | 10 | 3  | 70 | 38 | +32  |
| 2    | Club Brugge KV T S      | 71  | 34 | 22 | 5  | 7  | 69 | 34 | +35  |
| 3    | R. Excelsior Mouscron   | 61  | 34 | 17 | 10 | 7  | 60 | 38 | +22  |
| 4    | R. SC Anderlecht        | 58  | 34 | 16 | 10 | 8  | 59 | 36 | +23  |
| 5    | K. FC Lommelse SK       | 57  | 34 | 16 | 9  | 9  | 50 | 48 | +2   |
| 6    | R. Antwerp FC           | 53  | 34 | 16 | 5  | 13 | 51 | 49 | +2   |
| 7    | R. Standard de Liège    | 50  | 34 | 16 | 2  | 16 | 55 | 55 | 0    |
| 8    | K. RC Genk              | 48  | 34 | 13 | 9  | 12 | 49 | 43 | +6   |
| 9    | K. RC Harelbeke         | 47  | 34 | 12 | 11 | 11 | 50 | 42 | +8   |
| 10   | K. FC Germinal Ekeren C | 46  | 34 | 13 | 7  | 14 | 56 | 57 | -1   |
| 11   | K. Sint-Truidense VV    | 39  | 34 | 10 | 9  | 15 | 46 | 56 | -10  |
| 12   | K. SC Lokeren           | 38  | 34 | 10 | 8  | 16 | 41 | 57 | -16  |
| 13   | R. Charleroi SC         | 37  | 34 | 10 | 7  | 17 | 44 | 58 | -14  |
| 14   | K. AA Gent              | 36  | 34 | 10 | 6  | 18 | 44 | 58 | -14  |
| 15   | K. SC Eendracht Aalst   | 36  | 34 | 8  | 12 | 14 | 44 | 55 | -11  |
| 16   | RWD Molenbeek           | 35  | 34 | 8  | 11 | 15 | 32 | 43 | -11  |
| 17   | KV Mechelen             | 31  | 34 | 7  | 10 | 17 | 33 | 55 | -22  |
| 18   | K. Cercle Brugge SV     | 27  | 34 | 6  | 9  | 19 | 36 | 67 | -31  |

Légende
- Champion de Belgique 1997 et qualifié pour la « Ligue des champions » la saison suivante
- Club qualifié pour la « Coupe des vainqueurs de coupe » la saison suivante
- Club qualifié pour la « Coupe UEFA » la saison suivante
- Club qualifié pour la « Coupe Intertoto » la saison suivante
- Club relégué pour la saison suivante

Abréviations
T : Tenant du titre 1996

C : Vainqueur de la Coupe de Belgique 1996-1997

S : Vainqueur de la Supercoupe de Belgique 1996

 : club promu de « Division 2 » depuis la saison précédente

### Meilleur buteur
Robert Špehar (Club Brugge KV) avec 26 goals. Il est le 22e joueur étranger différent, le troisième croate, à remporter cette récompense.

#### Classement des buteurs
Le tableau ci-dessous reprend les vingt meilleurs buteurs du championnat, soit les joueurs ayant inscrit dix buts ou plus durant la saison.
| #   | Pays | Joueur                  | Club                  | Buts | Matches joués |
| --- | ---- | ----------------------- | --------------------- | ---- | ------------- |
| 1.  |      | Robert Špehar           | Club Brugge KV        | 26   | 27            |
| 2.  |      | Piet Verschelde         | K. RC Harelbeke       | 20   | 33            |
| 3.  |      | Bart Goor               | K. RC Genk            | 18   | 32            |
| =.  |      | Gábor Torma             | K. Cercle Brugge SV   | 18   | 33            |
| 5.  |      | Éric Van Meir           | K. Lierse SK          | 16   | 30            |
| 6.  |      | Nordin Jbari            | K. AA Gent            | 14   | 31            |
| 7.  |      | Francis Severeyns       | R. Antwerp FC         | 13   | 30            |
| =.  |      | Ronny Van Geneugden     | K. FC Lommelse SK     | 13   | 32            |
| 9.  |      | Émile Mpenza            | R. Excelsior Mouscron | 12   | 31            |
| =.  |      | Branko Strupar          | K. RC Genk            | 12   | 31            |
| =.  |      | Pär Zetterberg          | R. SC Anderlecht      | 12   | 32            |
| =.  |      | Axel Lawarée            | R. Standard de Liège  | 12   | 34            |
| 13. |      | Patrick Goots           | K. Sint-Truidense VV  | 11   | 27            |
| =.  |      | Mbo Mpenza              | R. Excelsior Mouscron | 11   | 30            |
| =.  |      | Christophe Lauwers      | K. SC Eendracht Aalst | 11   | 30            |
| 16. |      | Peter Lassen            | K. SC Eendracht Aalst | 10   | 16            |
| =.  |      | Frédéric Pierre         | RWD Molenbeek         | 10   | 29            |
| =.  |      | Alexandre Czerniatynski | K. FC Germinal Ekeren | 10   | 32            |
| =.  |      | Gunther Hofmans         | K. FC Germinal Ekeren | 10   | 32            |
| =.  |      | Désiré Mbonabucya       | KV Mechelen           | 10   | 33            |

## Récapitulatif de la saison
- Champion : K Lierse SK (4e titre)
- Onzième équipe à remporter quatre titres de champion de Belgique
- 19e titre pour la province d'Anvers.

| Région flamande (13)            | Région flamande (13) | Province de Brabant (2)      | Province de Brabant (2) | Région wallonne (3)    | Région wallonne (3) |
| ------------------------------- | -------------------- | ---------------------------- | ----------------------- | ---------------------- | ------------------- |
| Province d'Anvers               | 4                    | Région de Bruxelles-Capitale | 2                       | Province de Hainaut    | 2                   |
| Province de Flandre-Occidentale | 3                    | Province du Brabant flamand  | 0                       | Province de Liège      | 1                   |
| Province de Flandre-Orientale   | 3                    | Province du Brabant wallon   | 0                       | Province de Luxembourg | 0                   |
| Province de Limbourg            | 3                    |                              |                         | Province de Namur      | 0                   |

1. ↑  Au niveau footballistique, la province de Brabant est toujours unitaire malgré sa partition territoriale en 1995.

### Admission et relégation
Le KV Mechelen et le K. Cercle Brugge SV terminent aux dernières places et sont relégués. Ils sont remplacés par le K. SK Beveren, champion de deuxième division, le K. VC Westerlo, vice-champion et vainqueur du tour final.

### Débuts en Division 1
Un club fait ses débuts dans la plus haute division belge. Il est le 67e club différent à y apparaître.
- Le Royal Excelsior Mouscron est le 6e club de la province de Hainaut à évoluer dans la plus haute division belge.

### Bilan de la saison
| Championnat de Belgique de football 1996-1997 |                                                    |
| Champion                                      | K. Lierse SK (4e titre)                            |
| Dauphin                                       | Club Brugge KV                                     |
| Coupes et trophées                            |                                                    |
| Vainqueur de la Coupe de Belgique 1996-1997   | K. FC Germinal Ekeren                              |
| Vainqueur Supercoupe de Belgique 1996         | Club Brugge KV                                     |
| Qualifications continentales                  |                                                    |
| Ligue des champions de l'UEFA 1997-1998       | K. Lierse SK (Tour de qualification)               |
| Coupe des vainqueurs de coupe 1997-1998       | K. FC Germinal Ekeren (Seizièmes de finale)        |
| Coupe UEFA 1997-1998                          | Club Brugge KV (Deuxième tour préliminaire)        |
| Coupe UEFA 1997-1998                          | R. Excelsior Mouscron (Deuxième tour préliminaire) |
| Coupe UEFA 1997-1998                          | R. SC Anderlecht (Deuxième tour préliminaire)      |
| Coupe Intertoto 1997                          | K. FC Lommelse SK (Premier tour)                   |
| Coupe Intertoto 1997                          | R. Antwerp FC (Premier tour)                       |
| Coupe Intertoto 1997                          | R. Standard de Liège (Premier tour)                |
| Coupe Intertoto 1997                          | K. RC Genk (Premier tour)                          |
| Promotions et relégations                     |                                                    |
| Promus en Division 1                          | K. SK Beveren                                      |
| Promus en Division 1                          | K. VC Westerlo                                     |
| Relégués en Division 2                        | KV Mechelen                                        |
| Relégués en Division 2                        | K. Cercle Brugge SV                                |